# Mesogyne insignis
Mesogyne insignis är en mullbärsväxtart som beskrevs av Adolf Engler. Mesogyne insignis ingår i släktet Mesogyne och familjen mullbärsväxter. Inga underarter finns listade i Catalogue of Life.